# Vallfogona de Riucorb
Vallfogona de Riucorb – gmina w Hiszpanii, w prowincji Tarragona, w Katalonii, o powierzchni 10,95 km². W 2011 roku gmina liczyła 119 mieszkańców.